# Amara Karan
Pour les articles homonymes, voir Karan.
Amara Karan, née le 1er janvier 1984 à Londres (Angleterre), est une actrice anglo-srilankaise.

## Filmographie

### Cinéma
- 2007 : À bord du Darjeeling Limited de Wes Anderson : Rita
- 2007 : St Trinian's : Pensionnat pour jeunes filles rebelles de Oliver Parker et Barnaby Thompson : Peaches
- 2009 : Suspended Animation
- 2009 : King Jeff : Ashley
- 2009 : Harmonica Swing : Mary
- 2011 : The Task de Alex Orwell : Toni
- 2012 : All in Good Time : Vina
- 2012 : A Fantastic Fear of Everything : Sangeet
- 2013 : Jadoo : Shalini
- 2019 : Ma vie avec John F. Donovan de Xavier Dolan : Mme Kureishi
- 2023: T.I.M. : Rose da Silva

### Télévision
- 2007 : The Bill : Abha Chaudhari (1 épisode)
- 2008 : Hercule Poirot : Princesse Shaista (1 épisode)
- 2011 : Doctor Who : Rita (1 épisode "The God complex" season 6 Ep 11)
- 2011-2012 : Kidnap and Ransom : Carrie Heath (5 épisodes)
- 2013 : Ambassadors : Isabel (3 épisodes)
- 2014 : Delhi Royal : plusieurs personnages (1 épisode)
- 2016-2018 : Lucky Man (Stan Lee's Lucky Man) (série télévisée) : inspectrice Suri Chohan (26 épisodes)
- 2016 : The Night Of : Chandra Kapoor (7 épisodes)